# Moringua macrocephalus
Espèce
Moringua macrocephalus est une espèce de poissons téléostéens serpentiformes.